# 过氧化锂
过氧化锂（Li2O2）是锂的过氧化物。

## 性质
白色晶体。室温下在热力学上是稳定的。属六方晶系。加热时分解为氧化锂和氧，分解反应可用于氧化锂的制备。在空气中逐渐转变为碳酸锂。溶于水，产生含有过氧氢离子的溶液，逐渐分解放出氧气。在水中的溶解度随温度升高而降低。

## 制备
由于锂离子的强极化性，过氧化锂是不能通过锂与氧单质直接化合制备的，这样只能产生微量的过氧化锂。目前过氧化锂都是通过间接的方法制得的。工业上，利用一水合氢氧化锂与过氧化氢作用，先生成过氧化氢锂的一水合物，
{\displaystyle \ LiOH\cdot H_{2}O+H_{2}O_{2}\rightarrow LiOOH\cdot H_{2}O+H_{2}O}
然后再在真空中加热放出过氧化氢和水，就制得过氧化锂：
{\displaystyle \ 2LiOOH\cdot H_{2}O\rightarrow Li_{2}O_{2}+H_{2}O_{2}+H_{2}O}

## 用途
用于制造热电偶、含氧化锂光学玻璃、高纯氧化锂、发泡剂。用作合成试剂、潜艇和宇宙飞船中的气体净化剂（与二氧化碳反应产生氧气）。
{\displaystyle \ 2Li_{2}O_{2}+2CO_{2}\rightarrow 2Li_{2}CO_{3}+O_{2}}